# Philodicus flavipes
Philodicus flavipes är en tvåvingeart som beskrevs av Blasdale 1957. Philodicus flavipes ingår i släktet Philodicus och familjen rovflugor.
Artens utbredningsområde är Ghana. Inga underarter finns listade i Catalogue of Life.